# EN 1990
A EN 1990 – Bases para o projeto de estruturas, também conhecido como Eurocódigo 0, é uma euronorma que faz parte do conjunto de eurocódigos estruturais que estabelece os princípios e os requisitos de segurança, de utilização e de durabilidade a aplicar nos projectos de estruturas de edifícios e de outras obras de engenharia civil.